# Шпанята
«Шпанята», также «Сорванцы» (фр. Les Mistons) — французский короткометражный немой фильм режиссёра Франсуа Трюффо, снятый 1957 году. Премьера фильма прошла 23 ноября 1957 года во внеконкурсной программе фестиваля короткометражного кино в Туре. В прокат фильм вышел 6 ноября 1958 года в парижском кинотеатре «Пагода». Фильм является второй работой основоположника и классика французской новой волны. 

## Сюжет
Пятеро нимских мальчишек посвящают своё время подглядыванию за красивой студенткой Бернадетт, сестрой одного из них. Они преследуют её, когда девушка едет на велосипеде купаться. Она вызывает у них смутные чувственные желания. Так как они слишком юны, чтобы влюбиться в неё, они решили её «возненавидеть» и всячески досаждать. «Сорванцы» подглядывают как она и её возлюбленный Жерар, учитель из другого города, играют в теннис, срывают им свидание в кинозале, оставляют на стенах рисунки о молодых людях, и всячески надоедают. Однажды, когда преследователи назойливо надоедают поцелуям влюблённых на природе, Жерар не выдержал, поймал одного из мальчишек на поляне, отвесил ему пару пощёчин и пнул. Любовники вынуждены были расстаться на три месяца, после чего хотели пожениться. После летних каникул сорванцы узнают, что Жерар погиб в результате несчастного случая в горах. Мальчишки в последний раз видят Бернадетт в октябре: девушка одета в траур и погружена в печаль. Она прошла мимо мальчишек словно их не существовало. Рассказчик говорит, что повзрослев, вспоминая эту историю испытывает смешанное чувство жалости и стыда. В его воспоминаниях навсегда остался образ молодой девушки, покинувшей мальчишек. 

## Над фильмом работали
Актёрский состав
| Актёр                                                                | Роль       |
| -------------------------------------------------------------------- | ---------- |
| Бернадетт Лафон                                                      | Бернадетт  |
| Жерар Блен                                                           | Жерар      |
| Мишель Франсуа                                                       | рассказчик |
| Ален Бальди, Робер Бюль, Анри Демегдт, Димитри Моретти, Даниэль Рико | «шпанята»  |

Съёмочная группа:
| Роль           | Имя                                            |
| -------------- | ---------------------------------------------- |
| Режиссёр       | Франсуа Трюффо                                 |
| Автор сценария | Франсуа Трюффо на основе рассказа Мориса Понса |
| Оператор       | Жан Малиж                                      |
| Монтаж         | Сесиль Декужис                                 |
| Композитор     | Морис Ле Ру                                    |
| Продюсер       | Робер Лашне                                    |
| Производство   | Les Films du Carrosse                          |

## История

### Предыстория

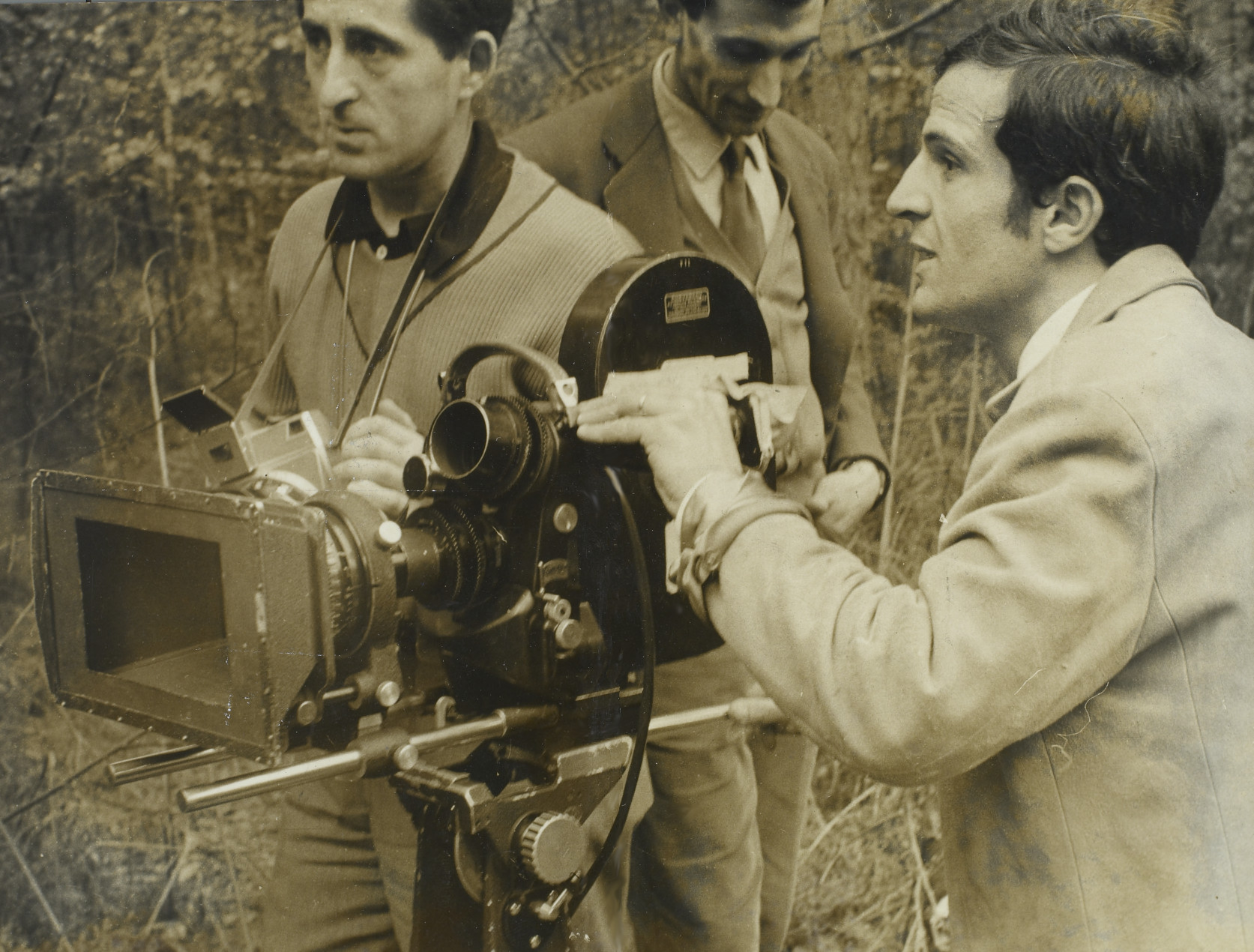
Франсуа Трюффо (справа), 1963

В первой половине 1950-х годов Франсуа Трюффо сумел составить себе имя в кинематографических кругах в качестве страстного синефила и известного журналиста, сотрудничающего в нескольких престижных французских изданиях. Наибольшую известность в тот период он получил в качестве обозревателя, автора ряда острополемических статей о кино в журналах Cahiers du cinéma и Arts, в связи с чем приобрёл как сторонников, так и противников. Тогда же он всё чаще стал задумываться о том, чтобы самому снять фильм. Первая такая попытка была им предпринята ещё в 1950 году, когда он создал сценарий «Пояс из ангельской кожи» (La ceinture de peau d’ange). Став режиссёром, к своему первому сценарию он уже не возвращался. В конце 1954 года за пять дней в парижской квартире семьи знакомых Трюффо снял короткометражный немой фильм «Визит», в котором приняли участие его друзья. Биографы режиссёра Антуан Де Бек и Серж Тубиана предположили, что Трюффо расценивал свой фильм как «первый блин комом»: «Он очень расстроен и сомневается в своих режиссёрских способностях. Разочарованный этой любительской работой, он решает посвятить себя изучению секретов старых мастеров и вернуться в критику». Сам Трюффо говорил, что после первого опыта он охладел к идее снимать кино. В киноведении отмечалось, что начиная со своего дебюта, первой и центральной темой творчества режиссёра стала тема детства. 
В начале 1950-х годов ситуация во французском кинематографе складывалась не в пользу начинающих режиссёров. В условиях хронического недофинансирования и отсутствия соответствующей поддержки со стороны продюсеров и дистрибьюторов выходом из этого «порочного круга» для молодых режиссёров была практика съёмок короткометражных картин на 16-миллиметровой киноплёнке, благодаря чему можно было привлечь к себе внимание продюсеров. Дальнейшим шагом, чтобы реализовать свои творческие замыслы и выйти из тени любительской продукции, должно было послужить создание и участие в деятельности кинокомпаний, которые могли финансово поддержать деятельность молодых режиссёров, отвергавших традиционное («папочкино») кино. О создании независимых компаний, которые занимались бы финансированием их фильмов, задумывались многие представители «новой волны». Таким путём решил пойти и Трюффо. Об истории создания своей компании он рассказывал в интервью в 1980 году следующее: идея основать компанию исходила от отца его первой жены Иньяса Моргенштерна, управляющего кинокомпанией «Косинор» (фр. Cocinor). Производственная компания «Фильмы Кареты» была названа в честь франко-итальянского фильма 1952 года «Золотая карета» (Le Carrosse d’or) режиссёра Жана Ренуара, и таким образом Трюффо оказал уважение высоко ценимому им режиссёру. 
Первым фильмом компании стала короткометражная лента Трюффо «Шпанята». Из его статьи 1961 года известно, что решиться создать свой второй фильм его вдохновил пример фильма Риветта «Ход конём» (Le Coup du berger), весь бюджет которого практически заключался в стоимости плёнки. В нём эпизодические роли сыграли Трюффо и Клод Шаброль, на квартире которого он был снят. Директором производства «Шпанят» стал друг режиссёра Робер Лашне, который ранее выступил в дебюте Трюффо в качестве продюсера и ассистента режиссёра. Позже режиссёр рассказывал, что вначале он намеревался снять «скетч о детстве»: «И если я выбрал новеллу Мориса Понса „Юность, юность“, то только потому, что не был уверен в себе; в таком случае лучше иметь опору. Предварительно я ничего не готовил, помня, что не знаю, как снимать фильм. Только на съёмках я понял, что именно мне нужно. К примеру, мне не нужен слишком сложный сценарий». Французский писатель и теоретик кино Жан Колле в книге «Кинематограф Франсуа Трюффо» (Le cinéma de François Truffaut; 1977) писал, что текст фильма был основан на трех новеллах: «На велосипеде», «Мисс Фрёйляйн» и «Шпанята», а сюжет позаимствован из фабулы «Шпанят». 
30 июля 1957 года Трюффо поселился в отеле «Император» в городе Ним. На тот момент на роли мальчишек ещё не были выбраны исполнители. В связи с этим в местной газете Le Midi libre было помещено объявление: «Кинорежиссёр ищет 5 мальчиков от 11 до 14 лет на роли „сорванцов“». После этого, 31 июля, в редакции появилось около пятидесяти мальчиков: среди них было отобрано пятеро: Ален Бальди (Alain Baldy), Робер Бюль (Robert Bulle), Анри Демегдт (Henri Demaegdt), Димитри Моретти (Dimitri Moretti), Даниэль Рико (Daniel Ricaulx). Съёмки начались 2 августа в знаменитом римском амфитеатре Нима в присутствии журналистов Le Midi libre, в которой в августе 1957 года появилось около десяти статей, посвящённых созданию фильма. В то время в городе выходило пять газет, в четырёх из которых регулярно появлялись заметки о съёмках.

### Выход на экраны и приём
7 сентября 1957 года Трюффо вернулся в Париж. Он был очень вымотан съёмками и состояние его здоровья ухудшилось. Первый показ фильма прошёл 17 ноября в зале BBC. Через десять дней он был показан в кинотеатре UGC на Елисейских полях. Среди приглашённых близкие и знакомые Трюффо: Алекс Жоффе, Роберто Росселини, Пьер Каст, Норбер Карбанно, Жак Одиберти, Жан Кокто. Премьера фильма прошла 23 ноября 1957 года во внеконкурсной программе фестиваля короткометражного кино в Туре. В прокат фильм вышел 6 ноября 1958 года в парижском кинотеатре «Пагода» (La Pagode).
Критик, историк кино Клод Бейли в 1958 году в журнале Cinéma отмечал, что после выхода фильма Трюффо и его близкие, и его недоброжелатели оказались в двусмысленной ситуации. Так, среди его «длинноволосых» друзей, по мнению Бейли, возобладало некоторое разочарование, так как «Шпанята» это «не тот фильм, который они хотели бы поднять на щит, и, я готов побиться об заклад, сие хрупкое произведение ожидал либо разнос по всем правилам, либо жалостливое снисхождение, сними его кто-нибудь другой». Кроме того, их «самолюбие» было задето тем успехом, с которым фильм приняли зрители: «— они ведь тоже марали пленку, и как! И сколько!», в то время как «Шпанята» одним своим появлением возвращает «их назад к их хилым теоретическим опусам». Пострадавшие же кинематографисты, подвергнутые критике в статьях Трюффо, а также те, кто не выносят его характера и его «карьеризм», должны или выражать презрение, или приветствовать его успех. Бейли не отнёс себя ни к первому, ни ко второму лагерю, а выразил радость по поводу появления нового режиссёра. По наблюдению Бейли, особая ценность короткометражки заключается в том, что в её основе лежит подлинное чувство, а не выстроена по лекалам «господ Дрейера, Брессона или Росселлини». Автору удалось без принуждения к погружению в собственное видение «удалось с первой же попытки убедить нас в том, что он — личность и ему есть о чём сказать. Прекрасно, что он не спекулирует на моде, не затрагивает мелких проблем специальной прессы и, по моему мнению, создал полную противоположность морально-эстетическим сентенциям, принятым в часовне, где он проповедовал. Словом, есть чему удивляться. И Сколько же теперь радости в нашем мире обманутых и обманывающих надежд!»
Критик Луи Маркорель писал в Саhiers du cinéma, что Трюффо снял «простую любовную историю, одновременно нежную и жестокую». Он затронул темы, которые его всегда интересовали: «жестокость детей, хрупкость счастья, необратимый бег времени, чистота чувств, несравненная красота юности, подлинной юности, которая проходит в один миг, в самом расцвете возраста…» По мнению Маркореля в героине Бернадетты Лафон представлена гораздо больше, чем у Брижит Бардо, «звериной грации», которая вызывает представление об образе юной девушки. Он также отметил органичность молодых героев, которые, по его мнению, пришлись бы ко двору в фильме Жана Виго «Ноль за поведение». Кроме актёрских работ критик выразил восхищение молодому режиссёру «за инстинктивное ощущение юга», чего не удавалось ещё никому достичь со времён Ренуара. Закончил свою статью Маркорель, комплиментом, что такой требовательный критик как Трюффо сумел снять картину, которая соответствует его взглядам.

## Художественные особенности
Киновед Джеймс Монако (James Monaco) останавливался на отсутствии сопереживания, бездушии «шпанят». В основе их действий находится «способность к выживанию во враждебном мире». Эти «маленькие негодяи» жестоки, пусть и не полной мере осознают это. В фильме отсутствуют сентиментальные воспоминания о детстве, «отчуждённость» мальчишек предоставила возможность Трюффо, как и в последующих его работах, показать образы юных героев без привычных поблажек, такими, какими они есть в реальности. В подтверждение этого Монако привёл мнение самого режиссёра  о том, что обычно в фильмах о детях взрослые серьёзные, а дети  беспечные, что противоречит действительности. С кинематографической точки зрения короткометражка — это «ёмкое, мастерское, динамичное эссе». Противопоставление между Бернадеттой, Жераром и мальчишками показано операторскими приёмами: влюблённые показаны посредством динамичных кадров (езда на велосипеде), а кадры с их преследователями статичны, они словно находятся вне происходящего. «В этой выключенности — тоже своего рода ревность: Трюффо отождествляет себя со своими шпанятами, которым, как и ему в своё время, приходится быть только наблюдателями. Со временем, когда мальчики вырастут, они превратятся в спокойных, довольно пассивных персонажей из поздних фильмов Трюффо». 
Киновед Кирилл Разлогов писал, что две главные темы наследия режиссёра — это «Становление характера и неистребимость творчества». В знаменитой короткометражке «Шпанята» представлен драматизм «бесправия юных героев перед лицом взрослых, хаос зарождающихся чувств, найти выход которым в реальности невозможно…». Небольшой режиссёрский опыт у Трюффо компенсировался его большим знакомством с кино в качестве синефила. Это проявилось в цитировании работ других режиссёров: братья Люмьер («Политый поливальщик»; 1895), Луис Бунюэль, Жан Ренуар, Жан Виго («Ноль за поведение»; 1933), Жак Риветт, и даже неоднократно раскритикованный в статьях Трюффо Жан Деланнуа. В последнем случае имеется в виду эпизод, когда мальчишки срывают со стены рекламный плакат фильма «Бродячие собаки без ошейников» после чего поют незамысловатую песенку о «бродячих ошейниках без собак». Бейли писал, что между фильмами «Шпанята» и «Ноль за поведение» Виго существует известная близость, которая привносит ценность в работу Трюффо. «Как и в фильме Виго, в „Шпанятах“ множество мило агрессивных цитат, мелких школьных проделок, не имеющих особого значения. Если они и раздражают цензора, то совсем не мешают повествованию, а со временем, может, и приобретут необычайное очарование шалостей из «Ноля за поведение» (мультипликация, подражание Чарли Чаплину, мечущийся кюре — у Виго; стоп-кадры, „Политый поливальщик“, сорванная афиша фильма Деланнуа, фильм Риветта — у Трюффо)».

## Последующие события
На деньги, которые ссудил Моргенштерн, премию прокатчиков за фильм «Шантрапа» и небольшую государственную субсидию Трюффо снял свой первый полнометражный фильм «Четыреста ударов» о трудном подростке в исполнение Жана-Пьер Лео. Фильм оказался коммерчески успешным. «Новая волна» и её новаторский киноязык оказались в центре внимания мировой кинематографической общественности. В 1959 году работа Трюффо получила приз Каннского кинофестиваля за лучшую режиссуру, также была номинация на премию «Оскар» «За лучший оригинальный сценарий» за 1959 год. С момента создания продюсерской компании все фильмы Трюффо были созданы или совместно сняты при её участии, за исключением таких картин, как «Стреляйте в пианиста», «451 градус по Фаренгейту», «Такая красотка, как я» и «Американская ночь». 